# 萊克卡特林 (紐約州)
萊克卡特林（英語：Lake Katrine）是位於美國紐約州阿爾斯特縣的普查規定居民點。

## 人口
根據2020年美國人口普查的數據，萊克卡特林的面積為6.00平方千米，當中陸地面積為5.90平方千米，而水域面積為0.10平方千米。當地共有人口2522人，而人口密度為每平方千米420.33人。